# Skinny Molly
A Skinny Molly 2004-ben alakult amerikai rockegyüttes Nashville-ből. A zenekar southern rockot, blues rockot, hard rockot, boogie rockot és country rockot játszik. Alapító tagjai Mike Estes (Lynyrd Skynyrd, Blackfoot), Dave Hlubek (Molly Hatchet) és Kurt Pietro. Hlubek-et 2008-ban Jay Johnson, a The Rossington Band korábbi tagja váltotta le. 2007-ben Luke Bradshaw bluegrass és Grand Ole Opry zenész csatlakozott az együtteshez.

## Tagok
- Mike Estes - gitár, ének (2004–)
- Jay Johnson - gitár, ének (2008–)
- Luke Bradshaw - basszusgitár (2007–)
- Kyle Law - dob (2018–)

### Korábbi tagok
- Dave Hlubek - gitár (2004–2005)
- Chris Walker - gitár (2005–2008)
- Kurt Pietro - dob (2004–2018)

## Diszkográfia
- No Good Deed – 2008
- Haywire Riot – 2012
- Here for a Good Time – 2014